# Giacomo De Poli
Giacomo De Poli (Romanengo, 4 gennaio 1927) è un ex calciatore italiano, di ruolo difensore.

## Carriera
A partire dal 1948 disputa dieci campionati con la maglia del Monza, raggiungendo la promozione in Serie B al termine della stagione 1950-1951 e totalizzando 230 presenze, di cui 183 nei successivi sette campionati della serie cadetta.

## Palmarès

### Club

#### Competizioni nazionali
- Serie C: 1

Monza: 1950-1951